# Серра, Нарсис
Нарсис Серра-и-Серра (исп. Narcís Serra i Serra; род. 30 мая 1943, Барселона) — испанский экономист и политик, заместитель председателя правительства Испании (1991—1995).

## Биография
Нарсис Серра родился 30 мая 1943 года и происходил из каталонской семьи. Он получил степень доктора экономических наук в Университете Барселоны, а затем в 1970—1972 годах работал в Лондонской школе экономики. После этого он начал преподавать в Университете Барселоны, а также является почётным научным сотрудником Лондонской школы экономики.

## Карьера
В 1979 году, после падения диктатуры Франко, Серра стал первым демократически избранным мэром Барселоны и занимал этот пост до 1982 года.
В 1982 году он был назначен министром обороны в кабинете Фелипе Гонсалеса, а в 1991 году сменил Альфонсо Герру на посту заместителя главы правительства. Во время своего пребывания на посту министра обороны он способствовал законодательным изменениям, которые привели к демократизации вооруженных сил Испании и их эффективной интеграции в структуру НАТО. В 1995 году он покинул должность заместителя председателя правительства, сохранив пост члена Конгресса депутатов от Барселоны до 2004 года.
В 2005 году Серра был назначен президентом банка «Caixa Catalunya». В 2011 году его обвинили в преступной бесхозяйственности и неправомерных выплатах. В феврале 2019 года с Серры были сняты все обвинения. В настоящее время он работает преподавателем.